# Hypocysta epirius
Hypocysta epirius är en fjärilsart som beskrevs av Butler 1875. Hypocysta epirius ingår i släktet Hypocysta och familjen praktfjärilar. Inga underarter finns listade i Catalogue of Life.